# Politique microprudentielle
La politique microprudentielle (ou simplement le microprudentiel) est l'ensemble des outils et méthodes qui permettent à un État de surveiller et corriger les risques que font courir des institutions financières (banques, compagnies d'assurance), à titre individuel, sur leurs clients et elles-mêmes. 
La politique microprudentielle fonctionne complémentairement à la politique macroprudentielle, qui surveille les institutions financières en prenant en compte le contexte macroéconomique et les analyse d'un point de vue de leur risque systémique.

## Concept
La politique microprudentielle est une politique de régulation des institutions financières, au premier rang desquelles, les banques. La politique microprudentielle relève du cas par cas : par des outils d'analyse, les régulateurs peuvent soumettre le bilan des banques à des tests de résistance (stress tests) et à des contrôles qui déterminent la solidité de l'entité. La supervision microprudentielle repose également sur l'édiction de règles et de ratios que les institutions doivent maintenir.
Ces politiques se fondent sur l'idée selon laquelle la banque n'est pas capable, seule, de disposer du recul ou de la capacité en interne de prendre en compte les intérêts de long terme des épargnants, et que les épargnants n'ont pas les capacités de vérifier par eux-mêmes la solidité des institutions financières dans lesquelles ils placent leur épargne. 
Le microprudentiel vise aussi à réduire l'opacité du bilan comptable des banques, qui est connu des régulateurs et qui peuvent surveiller son évolution. Jean Tirole soutient ainsi en 2006 que la régulation prudentielle assure une réduction des prises de risque inconsidérées des banques qui se savent surveillées. 
Les politiques microprudentielles ont ainsi pour objectif d'assurer la stabilité des institutions de manière individuelle. Elles ne prennent pas en compte les interconnexions entre les institutions, ce qui relève de la politique macroprudentielle.

## Vérification empirique
Plusieurs études montrent qu'en équilibre partiel, les politiques microprudentielles mettant en place des exigences minimales de capitaux réduisent la prise de risques des institutions bancaires ainsi que leur effet de levier. 

## Débats et critiques

### Manque de prise en compte du système financier
Plusieurs auteurs ont considéré que la crise des subprimes a été rendue possible par une emphase trop forte de la part des régulateurs sur le contrôle microprudentiel, au détriment d'une approche plus large (macroprudentielle). Laurence Scialom écrit ainsi en 2019 que si l'approche microprudentielle « repose sur le présupposé selon lequel, en rendant plus résistante chaque banque individuellement, on renforce la robustesse du système financier dans son ensemble », elle évacue la possibilité d'un risque systémique.

### Encouragement à la prise de risque
Certains économistes ont soutenu qu'une augmentation des mesures microprudentielles, par exemple celles contraignant les banques à mettre de côté une partie plus importante des crédits qu'elles octroient, réduit la rentabilité des banques et ainsi les incite à augmenter leur prise de risque. Freixas et Rocher (2008) soutiennent toutefois que cela n'est pas le cas dès lors que la hausse des exigences de capitaux est proportionnelle au risque pris par la banque.